# Antoine de Ville
Antoine de Ville (Tolosa, 1596 – 1656) è stato un ingegnere militare francese e si è occupato della costruzione di fortificazioni e piazzeforti.

## Biografia

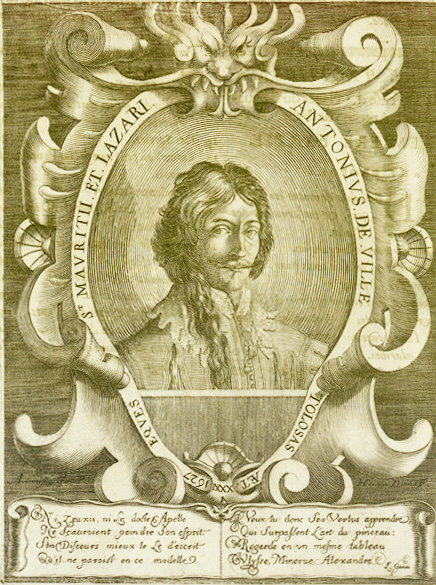
Antoine de Ville: ritratto di Artemisia Gentileschi inciso da Jérôme David.

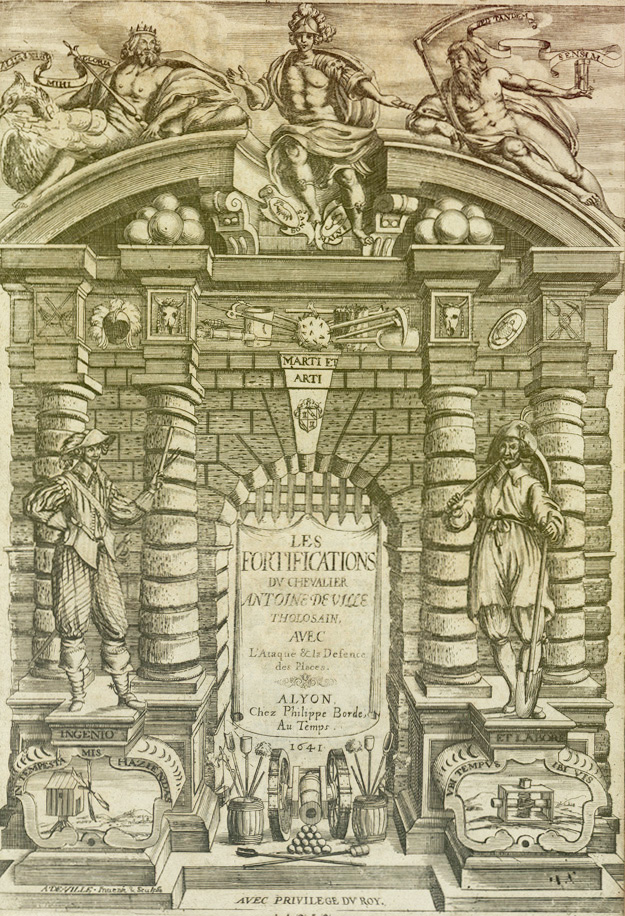
Les fortifications, 1629: frontespizio.

Antoine de Ville o Deville nasce a Tolosa una cittadina nella regione della Alta Garonna capitale culturale dell'Occitania da una famiglia nobile originaria del Delfinato che si era stabilita in Linguadoca-Rossiglione nel XV secolo.
La sua formazione avviene al Collegio dei Gesuiti di Tolosa dove apprende la filosofia, anche se – come avrà modo di scrivere – egli si sentirà dopo tre anni di studio «plus ignorant et confus qu'auparavant», le matematiche e le scienze esatte e si forma sui trattati di arte militare di d'Errard le Bar-le-Duc. Entrato al servizio del Re di Francia nei ranghi degli ingegneri militari e si occupa della costruzione del miglioramento di opere di difesa e piazzeforti tra le quali la più importante è quella di Montreuil-sur-Mer nel dipartimento del Passo di Calais e nella Piccardia dove ha progettato le opere di difesa contro gli spagnoli.
Partecipa a varie campagne di guerra contro i protestanti nel corso del decennio 1620-1630. Nel 1621 è a Montauban, inquadrato nei ranghi della cavalleria leggera, anche se non partecipa direttamente ai combattimenti, e nel 1624 è impegnato nell'assedio di La Rochelle, Clérac e nelle campagne contro gli ugonotti nel sud-ovest e nel sud del Massiccio Centrale. Dal 1626 è al servizio del duca Carlo Emanuele I di Savoia (1562 - 1630) nei Paesi Bassi e si distingue in combattimento ottenendo l'onorificenza dell'Ordine dei Santi Maurizio e Lazzaro. Congedato dal servizio attivo si reca per un viaggio di studio in Italia al fine di perfezionare le sue conoscenze sull'arte della fortificazione e a Roma incontra Artemisia Gentileschi che lo ritrae in un quadro che sarà la fonte per il ritratto che compare nel suo trattato. Negli anni 1630-1635 è al servizio della Repubblica di Venezia per la quale progetta e realizza le fortificazioni della città di Pola (oggi in Croazia). Il suo incarico presso la Repubblica veneziana lo vede impegnato con funzioni ispettive in Istria, Dalmazia, Slovenia, ai confini dello Stato Pontificio, lungo il bacino del Po e si occupa anche del restauro delle fortificazioni di Mantova e Bergamo. Suoi sono anche i rilievi e i disegni del Palazzo Te a Mantova. In quegli anni avvia una corrispondenza con Galileo Galilei che stava lavorando alla pubblicazione del suo trattato Discorsi e dimostrazioni matematiche intorno a due nuove scienze (pubblicato a Leida presso gli Elzeviri nel 1638). Durante il suo soggiorno a Pola, nel 1633, pubblica una Descriptio Urbis e Polæ Portus ..., in latino e un breve opuscolo dal titolo Pyctomachia veneta, seu pugnorum certamen venetum sul combattimento e sul pugilato come si svolgeva nei quartieri veneziani secondo le antiche tradizioni. Ritornato in Francia, nel 1635 partecipa alla difesa di Corbie (1636), all'attacco di piazzeforti minori nell'Artois, e all'assedio di Hesdin che gli vale la nomina di Maresciallo di campo (1639). In quegli stessi anni pubblica due testi sulle sue campagne di guerra e intitolati Le siége de Landrecy e Le siège de Hesdin. Nel 1639 è pubblicata anche la sua ultima opera De la charge de gouverneurs des places dedicato alla logistica militare.
Nel 1628, all'età di 32 anni, Antoine de Ville, che è ingegnere ma anche fine matematico, pubblica un importante trattato sull'arte della fortificazione (Les Fortifications ...) che influenzerà sensibilmente le teorie e gli scritti di Sébastien Le Prestre, marchese di Vauban (1633–1707). Il successo del suo trattato è dimostrato dalle numerose ristampe e ri-edizioni edite a Parigi, Lione e Amsterdam. La sua opera affronta i temi della costruzione delle fortificazioni sia regolari che irregolari, delle strategia di attacco e di difesa delle piazzeforti. Del miglior modo di conquistare le piazze fortificate con azioni di sorpresa, sfruttando il territorio circostante che può nascondere le truppe in attacco e come sopraffare le difese con azioni di forza. Inoltre, de Ville si occupa anche dell'uso delle mine per distruggere le opere di difesa nemiche. Allo stesso modo, parlando della difesa delle piazzeforti suggerisce il miglio sistema di difesa dai attacchi descritti nel capitolo precedente in funzione delle truppe a presidio e della popolazione racchiusa nella piazzaforte. Le sue teorie furono diffuse nelle scuole di artiglieria e genio e una importante applicazione del suo pensiero si può vedere nelle fortificazioni della piazzaforte di Almeida (1646-1657).

## Galleria d'immagini

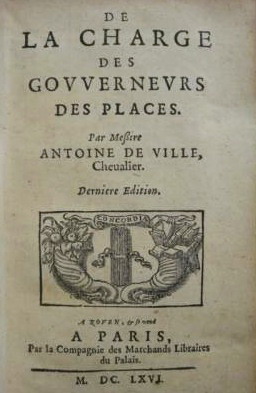
Antoine de Ville, De la charge de gouverneurs des places, 1666.
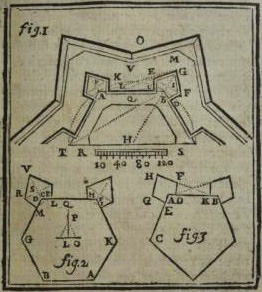
Antoine de Ville, De la charge de gouverneurs des places, 1666: esempio di bastioni.
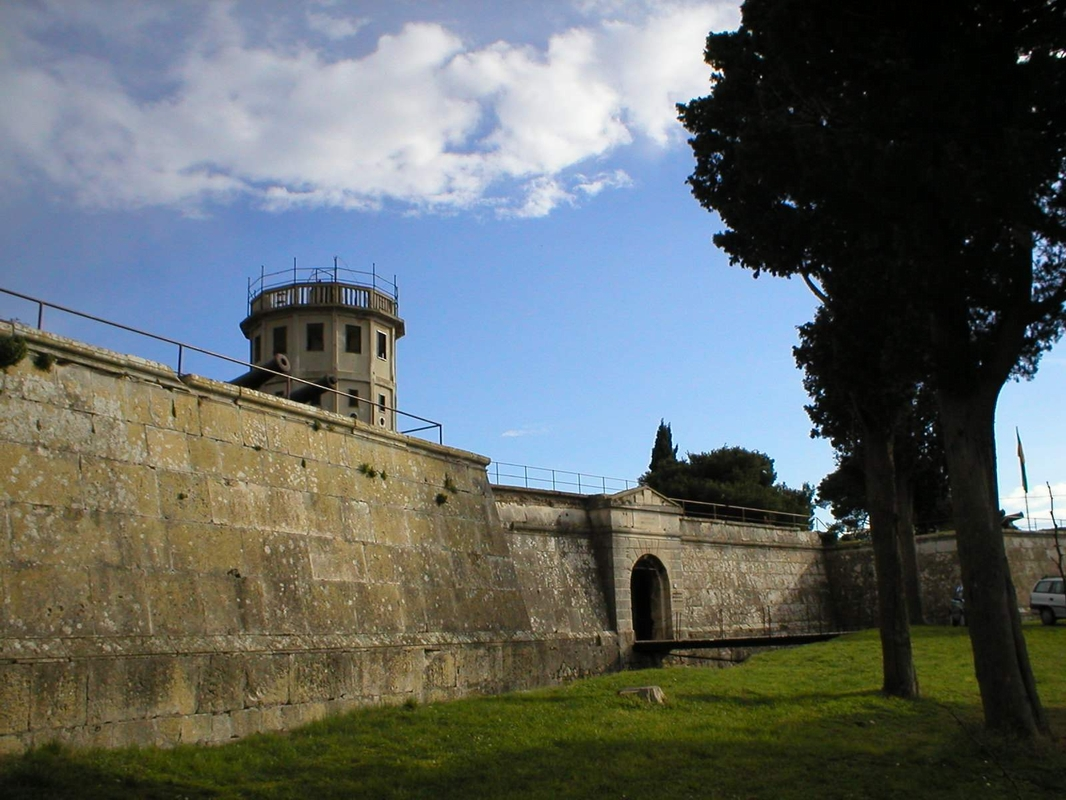
Fortificazione di Pola.

## Opere principali
- Les fortifications… avec l'attaque et la défense des places[6]. Lyon: Irénée Barlet, 1629. Quest'opera fu più volte riedita: Paris, Toussaint Quinet, 1636; Lyon, Philippe Borde, 1640; Paris, Pour la Compagnie des Libraires du Palais, 1666; Amsterdam, s. n., 1672 (con 63 tavole) e 1675[7]. L'opera si compone di tre parti rispettivamente dedicate alla costruzione delle opere di fortificazione, all'attacco e alla difesa delle piazzeforti. La prima è convenzionalmente divisa in due parti una dedicata alle fortificazioni regolari e una a quelle irregolari ed è completata con alcune considerazioni sulle fortificazioni di campagna dette «les petites places». L'accento è tuttavia posto sulla fortificazione regolare o moderna, sulla geometria dei sistemi bastionati ancora peraltro realizzati con evidenti errori di tracciamento geometrico in funzione delle necessità del combattimento e in particolare del fuoco di artiglieria e del tiro incrociato. A conferma delle sue affermazioni de Ville cita le opere di fortificazione realizzate a Flushing e Nijmegen nei Paesi Bassi bassa, Torino, Civitavecchia, Venezia e Palmanova in Italia. L'opera è altresì arricchita di un vocabolario descrittivo degli elementi costruttivi e dei termini tecnici. L'autore non ha l'ambizione di offrire innovativi sistemi di fortificazione quanto di offrire al lettore un compendio ragionato e illustrato dei vari sistemi di fortificazione alla moderna e una razionalizzazione dell'arte della guerra e sarà preso ad esempio da Vauban per la prima edizione del suo trattato sull'arte della fortificazione. Il trattato è arricchito di una iconografia eccezionale, disegnata dallo stesso de Ville. Les fortifications du chevalier Antoine de Ville, edizione del 1628.
- Descriptio portus et urbis Polæ antiquitatum, ut et Thynnorum piscationis descriptio curiosa. Lugduni Batavorum (Leiden): Sumptibus Petri vander Aa, 1722; Venetia, 1633 (pubblicato in collaborazione con Pieter van der Aa).
- Pyctomachia veneta, seu pugnorum certamen venetum. Venetiis: ex typ. ducali Pinelliana, 1634.
- Le siége de Landrecy. Paris: Michel Soly, 1637.[8][9][10]
- Le siége de Hesdin. Lyon: Jean Caffin & François Plaignard, 1639.
- De la charge de gouverneurs des places. Lyon et Paris: M. Guillemot, 1639 e Amsterdam: 1640 (2ª ed. Paris: Edme Pepingue 1656; Paris: Jean Baptiste Loyson 1656; Paris: Robert de Nain).
- Obsidio Corbiensis.